# J'J Kis-My-Ft2 北山宏光 ひとりぼっちインド横断 バックパックの旅
『J'J Kis-My-Ft2 北山宏光 ひとりぼっちインド横断 バックパックの旅』（ジェイズジャーニー キスマイフットツー きたやまひろみつ ひとりぼっちインドおうだんバックパックのたび）は、日本テレビで2012年7月3日から9月25日まで放送された紀行ドキュメント番組で、ジャニーズ事務所所属タレントによる旅番組「J'Jシリーズ」の第2弾。

## 概要
Kis-My-Ft2の北山宏光が、インドのデリーを出発しジャイサルメールからコルカタまでの全長2945キロを横断する一人旅に密着する。
所持金は、宿泊費、交通費、食費全てを含み1万円。毎晩、その日の気持ちを書にしたためる。
北山にとって単独初の冠番組となる。

## 出演者
- 北山宏光（Kis-My-Ft2）
- 天野ひろゆき（キャイ〜ン）※トークのみ
- ナオト・インティライミ※トークのみ

## ネット局
| 放送対象地域 | 放送局                | 系列           | 放送期間                       | 放送日時                     | 備考      |
| ------------ | --------------------- | -------------- | ------------------------------ | ---------------------------- | --------- |
| 関東広域圏   | 日本テレビ（NTV）     | 日本テレビ系列 | 2012年7月3日 - 9月25日         | 火曜 1:29 - 1:59（月曜深夜） | 制作局    |
| 長崎県       | 長崎国際テレビ（NIB） | 日本テレビ系列 | 2012年10月7日 - 12月23日       | 日曜 1:10 - 1:40（土曜深夜） |           |
| 宮城県       | ミヤギテレビ（MMT）   | 日本テレビ系列 | 2012年10月20日 - 2013年1月26日 | 土曜 16:55 - 17:25           |           |
| 近畿広域圏   | 読売テレビ（ytv）     | 日本テレビ系列 | 2012年11月8日 - 2013年1月31日  | 木曜 2:37 - 3:12（水曜深夜） |           |
| 山梨県       | 山梨放送（YBS）       | 日本テレビ系列 | 2013年2月20日 - 3月27日        | 水曜 0:53 - 1:53（火曜深夜） | 2回分放送 |
| 中京広域圏   | 中京テレビ（CTV）     | 日本テレビ系列 | 2013年4月2日 -                 | 火曜 2:22 - 2:54（月曜深夜） |           |

## スタッフ
- ナレーター：平野義和
- 構成：堀江利幸、宮下勇二
- ブレーン：守屋健太郎
- ロケカメラ：花岡隆太、秋元聖嗣
- ロケ音声：副枝保孝
- コーディネーション：インダス・ヘリテイジ
- 編集・MA：スタジオヴェルト
- 音効：今野直秀、鈴木信行
- スチール：平岡純
- 技術協力：日放、EAT、ティスマン・サービス
- 協力：ワーナーミュージック・ジャパン、FUN.、サム・ナイツ～蒼い夜～、地球の歩き方、HATTI
- AD：磯崎泰久、大橋勇気
- デスク：森田真由美
- リサーチ：酒井俊典
- 編成：横田崇
- 広報：柳沢典子
- J'Jインド横断製作委員会：小林将高、茶ノ前香、行実良
- ディレクター：平野真一、戸塚謹嗣
- 演出：石村修司、吉原利一
- 編成企画：植野浩之
- プロデューサー：佐藤英
- チーフプロデューサー：鈴江秀樹
- 協力：ジャニーズ事務所
- 制作協力：読売映像
- 企画制作：日本テレビ
- 製作著作：J'Jインド横断製作委員会（D.N.ドリームパートナーズ、バップ）